# Область збіднення
Область збіднення — область просторового заряду, що виникає в легованому напівпровіднику при контакті з металом або з іншим напівпровідником.
У випадку p-n переходу виникають дві області збіднення протилежного заряду обабіч переходу. У випадку контакту між металом і напівпровідником (контакт Шоткі) область збіднення виникає лише в напівпровіднику. Область збіднення виникає тоді, коли рівень Фермі металу лежить нижче за рівень Фермі напівпровідника.

## Фізична природа
При контакті різних матеріалів виникає контактна різниця потенціалів. Її причиною є виникнення подвійного зарядженого шару в області контакту. Якщо в металі шар поверхневого заряду дуже тонкий (атомних розмірів), то в напівпровіднику, де густина носіїв заряду невелика, заряджена область може простягатися на значну віддаль. Носії заряду перебігають з області збіднення на протилежну сторону контакту, залишаючи простір, в якому заряди йонних остовів домішок нічим не скомпенсовані. Саме цей простір є областю просторового заряду.
Ширина області збіднення залежить від контактної різниці потенціалів і від концентрації домішок в напівпровіднику. Вона визначається формулою
{\displaystyle L={\sqrt {\frac {2\varepsilon (-\Delta \varphi )}{qN_{d}}}}},
де L — ширина області збіднення, {\displaystyle \varepsilon } — діелектрична проникність напівпровідника, {\displaystyle \Delta \varphi } — контактна різниця потенціалів, q — заряд носія, {\displaystyle N_{d}} — густина домішок в напівпровіднику.
Шириною області збіднення можна керувати, прикладаючи до контакту напругу, що змінює величину {\displaystyle \Delta \varphi }.
В області збіднення відбувається згин зон напівпровідника.
Контакт, при якому виникає область збіднення має ректифікаційні властивості, тобто односторонню провідність. Прикладення до контакту прямої напруги призводить до зменшення області збіднення і росту струму, прикладення оберненої напруги призводить до зростання області збіднення, в якій немає носіїв заряду, й до зменшення провідності.

## Використання
Область збіднення використовується в напівпровідникових приладах, зокрема в польових транзисторах, де її ширина може регулюватися прикладеною до затвора напругою.